# Statskuppförsöket i Spanien 1981
Statskuppförsöket i Spanien 1981 (spanska: Golpe de Estado en España de 1981) var ett försök till statskupp i Spanien, som började den 23 februari 1981 och slutade dagen därpå. Den kallas också 23-F efter kuppens datum eller El Tejerazo efter Antonio Tejero, som ledde de viktigare delarna av kuppen. I spetsen för cirka 200 officerare ur Guardia Civil stormade han Deputeradekongressen då Leopoldo Calvo Sotelo valdes till premiärminister. Kung Juan Carlos I av Spanien höll ett TV-tal, där han tog avstånd från kuppförsöket, som misslyckades. Ledamöter av Spaniens parlament och regering hölls som gisslan i 18 timmar innan kuppmakarna gav upp påföljande morgon, utan att ha skadat någon.